# Megaselia capta
Megaselia capta är en tvåvingeart som beskrevs av Borgmeier 1964. Megaselia capta ingår i släktet Megaselia och familjen puckelflugor.
Artens utbredningsområde är Virginia. Inga underarter finns listade i Catalogue of Life.